# ديشاني
ديشاني أو ديكان (بالألبانية: Deçani)‏، هي مدينة تقع في مقاطعة جاكوفا في كوسوفو. وفقًا لتعداد 2011، فإن عدد سكان المدينة هو 3,803 نسمة، بينما يبلغ عدد سكان البلدية 40,019 نسمة. استنادًا إلى تقديرات وكالة كوسوفو للإحصاء في عام 2016، يبلغ عدد سكان البلدية 41,641 نسمة.